# Провінція Етідзен
Провінція Етідзен (яп. 越前国 — етідзен но куні, «країна Етідзен») — історична провінція Японії у регіоні Тюбу у центрі острова Хонсю. Відповідає північній частині сучасної префектури Фукуй.

## Короткі відомості
Віддавна Етідзен була складовою держави Косі но куні (越国), яка у 7 столітті була поділена яматоськими монархами на три адміністративні одиниці — Етіґо (越後, «заднє Косі»), Еттю (越中, «середнє Косі») і Етідзен (越前, «переднє Косі»).
Провінційний уряд Етідзену знаходився у сучсному місті Такефу. Однак у середньовіччі його роль занепала, а політичний центр перемістився до сучасного міста Фукуй.
Провінція Етідзен здавна славилась виготовленням японського паперу васі. Перші згадки про його виробництво датуються 774 роком. Також місцеві ремісники були відомі своїми гончарними виробами.
З 15-16 століття прповінцією Етідзен володів рід Асакура, який у 1573 році був знищений Одою Нобунаґою. У період Едо (1603—1867) ці землі перейшли під контроль родичів сьоґунів — родини Мацудайра.
У результаті адміністративної реформи 1871 року, провінція Етідзен була перетворена на префектуру Фукуй.

## Повіти
- Асува 足羽郡
- Імадате 今立郡
- Нюу 丹生郡
- Оно 大野郡
- Сакаї 坂井郡
- Цуруґа 敦賀郡